# La buenaventura (Caravaggio)
La buenaventura (en italiano, Buona ventura) es un cuadro del pintor italiano Caravaggio. Está realizado al óleo sobre lienzo. Existen dos versiones, la primera de 1594 (actualmente en los Museos Capitolinos en Roma, y la segunda de 1595, que se conserva actualmente en el Museo del Louvre de París, con el título de La diseuse de bonne aventure. La datación de ambas obras es objeto de debate.
La buenaventura es una de las dos piezas de género realizadas por Caravaggio en el año 1594, siendo la otra Jugadores de cartas. Se cree que La buenaventura es la primera de las dos, y que data del período durante el cual el artista había dejado recientemente el taller de Giuseppe Cesari para trabajar con independencia vendiendo sus cuadros a través del marchante Costantino. Con ella introduce Caravaggio la temática de género que hasta entonces sólo se cultivaba por los flamencos: escenas de la vida cotidiana que pretenden aleccionar al observador.

## Descripción
El cuadro muestra a un joven vestido como un petimetre (en la segunda versión se cree que el modelo era el compañero de Caravaggio, el pintor siciliano Mario Minniti), al que una chica gitana lee la palma de la mano. El chico parece encantado al mirarle a la cara; no se da cuenta de que ella está quitándole poco a poco el anillo al tiempo que acaricia su montículo de Venus; a esta ufana mirada masculina ella responde con su propia mirada astuta y silenciosa. La atención del espectador se centra precisamente en esas miradas que permiten adivinar lo que cada uno de los personajes piensan, en lugar de lo que ocurre en las dos manos de los personajes.
Esta escena requiere una lectura a varios niveles: contiene en efecto connotaciones moralizadoras, por lo que se refiere a las falsas profecías y la seducción interesada. Se trata pues de una clase de escena de género alegórica sobre el fraude, y la ingenuidad, próxima a la literatura y el teatro contemporáneos.
Uno de los más importantes biógrafos de Caravaggio, Giovanni Pietro Bellori, sostiene que el artista escogió a la chica gitana entre los viandantes de la calle para demostrar que no necesitaba copiar las obras de los maestros de la antigüedad: «Cuando se le mostraban las más famosas estatuas de Fidias o Glykon para que pudiera usarlas como modelo, su única respuesta era señalar a un grupo de personas diciendo que la naturaleza le había dado abundancia de maestros.» Este pasaje se usa a menudo para demostrar que los artistas manieristas educados en los clásicos, de la época de Caravaggio, desaprobaban su insistencia en pintar del natural en lugar de copias y dibujos hechos por los antiguos maestros, pero Bellori finaliza diciendo: «...y en estas dos medias figuras [Caravaggio] tradujo la realidad de manera tan pura que confirmaba lo que él decía.» Un madrigal de Gaspare Murtola de 1603 se hacía eco de esta leyenda:

Llamó a una gitana que casualmente pasaba por la calle y, llevándola al mesón, la retrató en actitud de decir la buena ventura, como suelen hacer estas mujeres de raza egipcia. Pintó también a un joven que pone una mano con el guante sobre la espada y tiende la otra mano, descubierta, a la mujer que la retiene y la mira.

La historia es posiblemente apócrifa - Bellori escribió más de medio siglo después de la muerte de Caravaggio, y no aparece en Manzini ni en Giovanni Baglione, las dos fuentes contemporáneas que lo conocieron – pero indica la esencia del revolucionario impacto de Caravaggio sobre sus contemporáneos – comenzando con La buenaventura – que iba a reemplazar la teoría renacentista del arte como una ficción didáctica con arte como representación de la vida real.

## Las dos versiones

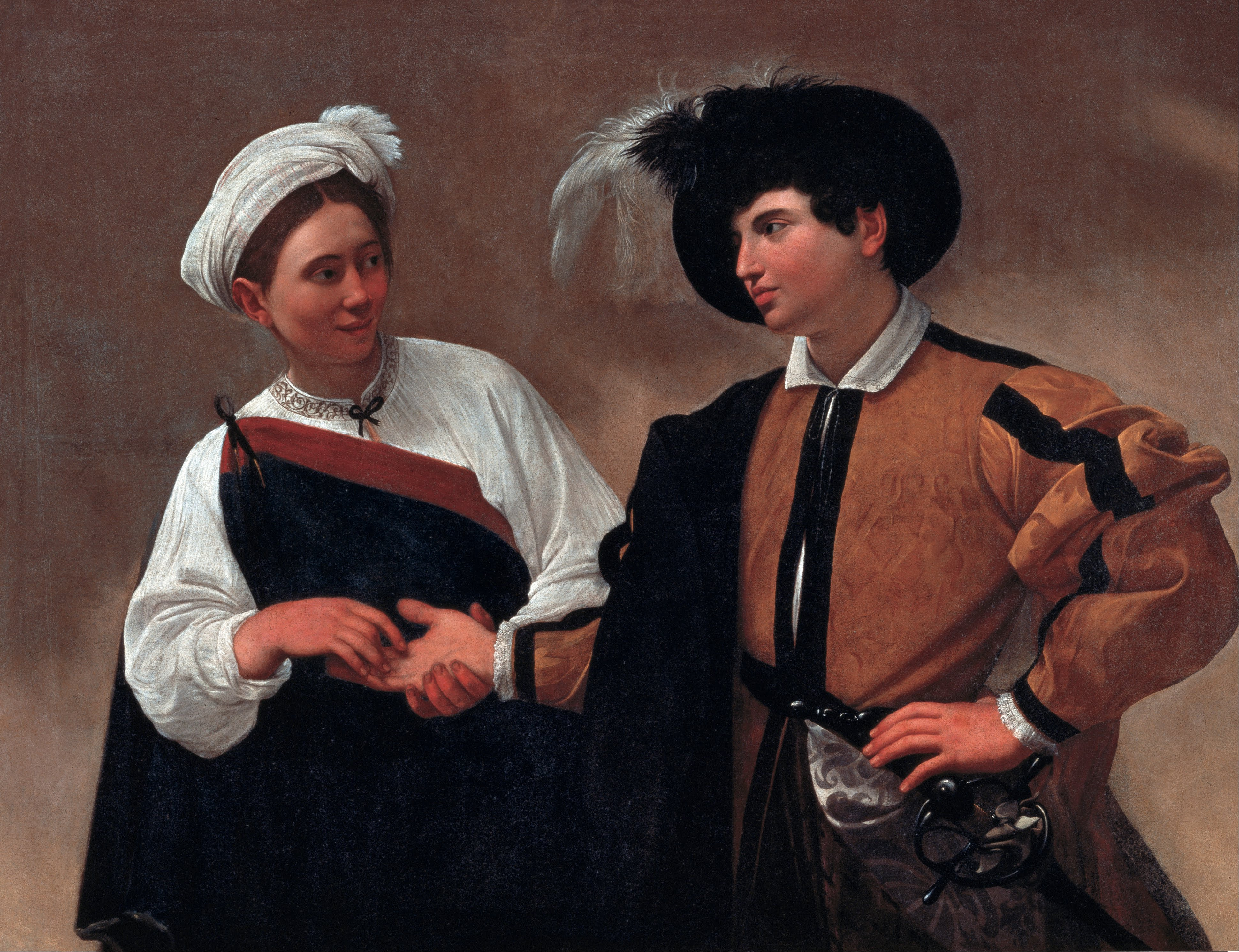
La buenaventura, primera versión, 1593-95, óleo sobre lienzo, 115 × 150 cm, Roma, Pinacoteca Capitolina

La buenaventura de 1594 despertó considerable interés entre los artistas jóvenes y los más modernos coleccionistas de arte de Roma pero, según Giulio Mancini, un importante biógrafo de Caravaggio, la necesidad del artista le obligó a venderla por la pequeña suma de ocho escudos. Entró en la colección de un banquero adinerado, el aficionado al arte Marqués Vincente Giustiniani, que se convirtió en un importante mecenas del artista. El amigo de Giustiniani, cardenal Francesco María Del Monte, compró la otra pieza de género, Partida de cartas, en 1595, y en algún momento de ese año Caravaggio entró a formar parte de la casa del cardenal. Para Del Monte pintó Caravaggio una segunda versión de La buenaventura, copiada de la de Giustiniani pero con algunos cambios. El fondo indiferenciado de 1594 se hace una pared verdadera, rota por las sombras de una cortina semiechada y la faja de una ventana, y las figuras ocupan el espacio de manera más completa, definiéndolo en tres dimensiones. La luz es más radiante, la textura de la tela de doblete del muchacho y las mangas de la muchacha más sutilmente representada. El inocentón parece más infantil y más inocentemente vulnerable, mientras que la chica tiene un aspecto menos cauteloso, inclinándose sobre él, controlando la situación. La espada de hombre en la infantil cadera de Mario sobresale ahora hacia el espectador, definiendo la escena en un espacio real, y parece más un peligro para él mismo que para un posible oponente.
La versión del Louvre (1595) está bien conservada y fue restaurada en 1984-85, mientras que la de los Museos Capitolinos está en peores condiciones.

## Análisis
El encuadre apretado, con personajes cortados a medio cuerpo, permite al espectador entrar en el cuadro. Éste en efecto no queda distanciado por un primer plano, como en algunos pintores contemporáneos. El fondo unido y neutro, característica de Caravaggio, hace resaltar a los personajes, concentrando la atención del espectador sobre la escena.
La luz desempeña un papel importante en la puesta en escena: un único rayo lateral cae sobre los personajes y les confiere valor. Esta luz direccional es típica de Caravaggio. No obstante, esta luz cálida, dorada, imitando el sol y no de origen indeterminado, se relaciona con su primer período. Fuerte y abstracta a pesar de todo, crea juegos de reflejos sobre las superficies brillantes.
Caravaggio utiliza aquí una gama cromática cálida, limitada y contrastada. Se observa una gran ruptura con el manierismo, por la representación inmediata, la autenticidad de las figuras pintadas al natural (traje típico de la gitana), los volúmenes redondos y simples (no hay líneas «serpentinas» ni de cuerpos alargados) y la ausencia de colores ácidos y antinaturalistas.
La buenaventura es, pues, una obra característica del primer estilo de Caravaggio, que introduce varias novedades frente a la pintura anterior: la luz direccional, la utilización de un tema popular, con personajes de la vida corriente, ni deformados ni idealizados sino pintados según naturaleza, la utilización de colores naturales y realistas, y la simplicidad de la composición y las formas.
Se trata de un cuadro del que se piensa que Caravaggio pintó para sí mismo. Las radiografías han permitido revelar que debajo de la primera versión hay una Madonna (una Virgen Maria) que recuerda mucho al estilo del Caballero de Arpino, en cuya bottega Caravaggio trabajaba por entonces. Tratándose de una imagen cubierta por un nuevo óleo, es imposible determinar si la Madonna fue realizada por el Caballero de Arpino o por el propio Caravaggio. En cambio, ello permite dar testimonio de que Caravaggio trabaja en esta pintura por sí mismo, ahorrando lienzos, y no aún al servicio de Francesco Maria Del Monte, pese a que tanto detrás de esta obra como de Jugadores de cartas se nos recuerda que el cardenal y mecenas de Caravaggio ha sido su propietario. Ambos cuadros están emparentados también por su significado moral: se nos muestra cómo la astucia de la maldad vence a menudo, ante la candidez e inocencia de quienes son buenos y nobles de corazón. Aquí, el futuro que es predicho se realiza inmediatamente. Un futuro destinado a quien no usa bien su raciocinio.
Los escritos de Giulio Mancini confirman que el Cardenal no era todavía mecenas de Caravaggio al contarnos que el primero le compró la obra por ocho escudos, una cifra irrisoria para la época, aceptada por un Caravaggio que pasaba hambre y privaciones. No obstante, la venta de esta pintura adquirida por tan bajo precio es la que los estudiosos consideran que permitió expandir la fama de Caravaggio.